# Aurelio García
Aurelio García Oliver (Madrid, 7 marzo 1947) è un ex sciatore alpino spagnolo, portabandiera della Spagna durante la cerimonia di apertura dei X Giochi olimpici invernali di Grenoble 1968.

## Biografia
Sciatore polivalente, debuttò in campo internazionale in occasione dell'Internationalen Adelbodner Skitage di Adelboden del 9-10 gennaio 1966 in slalom gigante (46º); esordì ai Campionati mondiali a Portillo 1966, dove si classificò 40º nella discesa libera, 22º nello slalom speciale e non completò lo slalom gigante, e in Coppa del Mondo il 21 gennaio 1967 a Kitzbühel in discesa libera (59º). Ai X Giochi olimpici invernali di Grenoble 1968, sua prima presenza olimpica, dopo essere stato portabandiera della Spagna durante la cerimonia di apertura si piazzò 32º nella discesa libera, 42º nello slalom gigante e non completò lo slalom speciale; due anni dopo ai Mondiali di Val Gardena 1970 fu 21º nella discesa libera, 32º nello slalom gigante, 15º nello slalom speciale e 8º nella combinata.
In Coppa del Mondo conquistò il miglior risultato il 17 gennaio 1971 a Sankt Moritz in slalom speciale (5º) e il suo secondo e ultimo piazzamento a punti il 23 gennaio 1972 a Wengen nella medesima specialità (6º); ai successivi XI Giochi olimpici invernali di Sapporo 1972, sua ultima presenza olimpica, si classificò 25º nello slalom gigante e 12º nello slalom speciale e ai Mondiali di Sankt Moritz 1974, sua ultima presenza iridata, non completò lo slalom speciale, l'unica gara alla quale prese parte. In Coppa del Mondo ottenne l'ultimo piazzamento l'11 gennaio 1975 a Wengen in discesa libera (42º) e prese per l'ultima volta il via il 30 gennaio seguente a Chamonix in slalom speciale, senza completare la gara.

## Palmarès

### Coppa del Mondo
- Miglior piazzamento in classifica generale: 34º nel 1971